# Sandra Sogoyou
Sandra Sogoyou (née le 15 septembre 1991 à Marseille) est une athlète française, spécialiste des courses de haies.

## Biographie
Elle est sacrée championne de France en salle du 60 mètres haies en 2017.